# Закон України «Про систему гарантування вкладів фізичних осіб»
Закон України «Про систему гарантування вкладів фізичних осіб» — закон України, ухвалений 23 лютого 2012 року. Окремі положення набрали чинності з 22 березня 2012 року, більшість інших — з 21 вересня 2012 року.
Закон було опубліковано в газеті "Голос України" від 21.03.2012 № 51.
Законом встановлюються правові, фінансові та організаційні засади функціонування системи гарантування вкладів фізичних осіб, повноваження Фонду гарантування вкладів фізичних осіб, порядок виплати Фондом відшкодування за вкладами, а також регулюються відносини між Фондом, банками, Національним банком України, визначаються повноваження та функції Фонду щодо виведення неплатоспроможних банків з ринку і ліквідації банків.

## Загальна інформація
При ухваленні Закону у 2012 році були враховані такі міжнародні стандарти як, зокрема:
- скорочення строку виплат суми відшкодування за вкладом;
- операційна незалежність системи гарантування;
- ефективний механізм фінансування системи гарантування вкладів;
- обов’язкове притягнення до відповідальності осіб винних в неплатоспроможності кредитної установи.[2]

## Структура Закону
Закон складається з 79 статей у десяти розділах:
- Розділ I ЗАГАЛЬНІ ПОЛОЖЕННЯ
- Розділ II ПРАВОВИЙ СТАТУС ФОНДУ ТА ЙОГО КЕРІВНІ ОРГАНИ
- Розділ III УЧАСТЬ У ФОНДІ
- Розділ IV ПОРЯДОК ФОРМУВАННЯ КОШТІВ ФОНДУ
- Розділ V ГАРАНТІЇ ФОНДУ ТА ВІДШКОДУВАННЯ КОШТІВ ЗА ВКЛАДАМИ
- Розділ VI РЕГУЛЯТИВНА ДІЯЛЬНІСТЬ ФОНДУ
- Розділ VII ТИМЧАСОВА АДМІНІСТРАЦІЯ
- Розділ VIII ЛІКВІДАЦІЯ БАНКІВ
- Розділ IX КООРДИНАЦІЯ ДІЯЛЬНОСТІ ФОНДУ З НАЦІОНАЛЬНИМ БАНКОМ УКРАЇНИ
- Розділ X ПРИКІНЦЕВІ ТА ПЕРЕХІДНІ ПОЛОЖЕННЯ

## Зміст
З ухваленням Закону України "Про систему гарантування вкладів фізичних осіб" пов'язують здійснення реформи в системі гарантування вкладів фізичних осіб в України. 
І етап реформи - ухвалення власне Закону у 2012 році. 
Основні новації Закону України "Про систему гарантування вкладів фізичних осіб", порівняно з попереднім законодавстом у цій сфері:
- розширено повноваження Фонду гарантування, зокрема в частині щодо виведення неплатоспроможних банків з ринку шляхом здійснення тимчасової адміністрації та ліквідації неплатоспроможних банків;
- мінімальний розмір граничної суми відшкодування закріплено на рівні 200 тисяч грн, без можливості її зменшення;
- встановлено спрощений порядок проведення процедур, пов’язаних з придбанням інвестором неплатоспроможного або перехідного банку;
- визначено порядок  виведення неплатоспроможного банку з ринку за участі держави в особі Міністерства фінансів України або державного банку;

Законом України від 16 липня 2015 року № 629-VIII «Про внесення змін до деяких законодавчих актів України щодо удосконалення системи гарантування вкладів фізичних осіб та виведення неплатоспроможних банків з ринку» до Закону  "Про систему гарантування вкладів фізичних осіб" було внесено зміни:
- посилено повноваження Фонду гарантування як тимчасового адміністратора та ліквідатора, і підвищено його роль у підготовці до виведення неплатоспроможного банку з ринку;
- скорочено терміни виведення банку з ринку за участі держави;
- передбачено продаж активів банку лише на відкритому конкурсі, а основних засобів, оціночна вартість яких не перевищує 10 мінімальних заробітних плат на дату продажу, та малоцінні й швидкозношувані предмети, необоротні активи, балансова вартість яких за відповідною групою становить менше 10 мінімальних заробітних плат, – безпосередньо юридичній або фізичній особі.

Законом також передбачені норми, які встановлюють реальну відповідальність пов’язаних осіб у випадку недостатності майна для розрахунків за вкладами фізичних осіб, які перевищують гарантовану суму, та іншими кредиторами банку.
Другий етап вдосконалення системи гарантування розпочався 1 січня 2016 року:
- скорочено строки для затвердження виконавчою дирекцією Фонду гарантування плану врегулювання до 30 днів з дня початку процедури виведення банку з ринку;
- скорочено строки тимчасової адміністрації з 3 місяців до 1 місяця з можливістю її продовження на 1 місяць виключно з метою реалізації плану врегулювання, який передбачає інший спосіб виведення банку з ринку, окрім ліквідації банку;
- прискорено ліквідацію неплатоспроможного банку, у разі його відповідності критеріям, встановленим нормативно-правовими актами Фонду гарантування.

Крім того, Закон передбачив концентрацію всіх процедур з продажу активів банків, що ліквідуються, на рівні Фонду гарантування. З цією метою було створено та почав функціонувати «консолідований офіс» з реалізації та управління активами.
На третьому етапі (з 1 липня 2016 року):
- скорочено строки початку виплат відшкодування коштів всім без виключення вкладникам за рахунок коштів Фонду гарантування до 20 робочих днів (для банків, база даних про вкладників яких містить інформацію про більше ніж 500 000 рахунків, - 30 робочих днів) з дня початку процедури виведення неплатоспроможних банків з ринку, не очікуючи прийняття Національним банком України рішення про відкликання банківської ліцензії та ліквідації банку.

## Питання конституційності окремих положень
Конституційний суд України у квітні 2020 року відкрив справу щодо визнання конституційності окремих положень Закону України "Про систему гарантування вкладів фізичних осіб", реагуючи на подання Верховного суду України. Своє звернення ВСУ аргументує тим, що норми закону про задоволення вимог вкладників до банку нібито суперечать Конституції та «призводять до порушення рівності прав вкладників та можуть створити ситуацію, за якої фізична особа (вкладник) протиправно позбавляється права власності на вклад».
Схоже звернення до КСУ (щодо системи гарантування вкладів) зробила група народних депутатів, однак наприкінці літа суд закрив справу.
Голова Національного банку України Кирило Шевченко на засіданні Конституційного Суду щодо системи гарантування вкладів фізосіб заявив, що визнання закону про систему гарантування вкладів фізичних осіб неконституційним не має жодних підстав. За словами Шевченка, "мета Закону "Про систему гарантування вкладів фізичних осіб" завжди була та залишається незмінною - захищати права та інтереси громадян, які вкладають кошти в українські банки. Фонд гарантування вкладів створювався для підвищення довіри до банківської системи. З цим завданням він успішно впорався".